# Amerika-Haus
Amerika-Haus på Hardenbergstrasse 22-24 i Charlottenburg i Berlin är ett amerikanskt kultur- och informationscentrum om USA. Huset byggdes 1957 efter Bruno Grimmeks planer. 1953 grundade USA United States Information Agency för att informera om USA i utlandet. 1957 flyttade man in Amerika-Haus och här arrangerades olika kulturella evenemang. Det fanns även ett bibliotek. Från 1968 och framåt har huset flera gånger blivit föremål för antiamerikanska demonstrationer. Huset omges numera av höga staket och kontroller av besökare sker och huset bevakas av polis. Detta har gjort att verksamheten fört en tynande tillvaro och 2006 fick Berlins stad ta över huset.